# Università di Karlstad
L'Università di Karlstad (in svedese: Karlstads universitet) é un'università pubblica situata a Karlstad, in Svezia. L'ateneo è stato fondato nel 1977 e ha ottenuto lo status di università nel 1999, originariamente era una sede distaccata dell'Università di Göteborg. 
Nel marzo 2009 nasce la Karlstad Business School  (in svedese:  Handelshögskolan vid Karlstads universitet) dalla Facoltà di Economia, Comunicazione ed IT.